# ブレインアスリート
『ブレインアスリート』とは、日本テレビ系列で放送されていたバラエティ番組。
2011年に2度特別番組として放送された。2012年4月からは日曜日16:55 - 17:25に全9回に渡り関東ローカルでレギュラー放送された。当枠にレギュラー番組が編成されるのは、2008年9月28日終了の『ロンQ!ハイランド』以来3年半ぶり。また、2009年3月までに土曜に放送された『ガールズ・ライク・マネー』以来、週末17時台に期間限定のバラエティ番組となる。

## 概要
知識を問うのではなく、本当の頭の良さを競うクイズ番組。

## 出演者

### 総合プロデューサー
第1回・第2回
- 中村獅童

### MC
第1回・第2回
- 小島慶子

第2回
- つるの剛士

レギュラー版
- ブラックマヨネーズ（小杉竜一・吉田敬）
- NMB48 - 福本愛菜、山田菜々、山本彩、渡辺美優紀

### 実況
第1回・第2回・レギュラー版
- 蛯原哲（日本テレビアナウンサー）

### 進行
レギュラー版
- 青木源太（日本テレビアナウンサー）

## 第1回
- 6人のアスリート（出場者）によるトーナメント戦。
  - Zeebra、中田敦彦（オリエンタルラジオ）、有吉弘行、本村健太郎、河村亮（日本テレビアナウンサー）、鴻上尚史
- まず3人ずつのブロックに分かれて予選「ブレインダッシュ」を行い、各ブロックの勝者同士で決勝「ブレインスクラム」を戦う。

### ブレインダッシュ
- 1対1の総当たり戦。
- 2人並んでスタートラインの解答席に着席。合図と同時に、指定されたお題に当てはまる言葉を相手よりも素早く口頭で挙げていく（相手の答えは、特殊なヘッドセットで遮断されている）。
- 言葉を挙げる度に自分の席が1マス前進、相手より先に指定された個数の言葉を挙げてゴールラインを超えた方の勝利となる。

### ブレインスクラム
- 各ブロックの勝者による決勝戦。
- 中央で2人が向かい合って着席。合図と同時に、指定されたお題に当てはまる言葉を相手よりも多く挙げていく。
- 言葉を挙げる度に、相手側へ向かって1マスずつ席を押し出す。制限時間が来たら、次の問題に変更。
- 先に相手を端まで押し出した方の勝利。

## 第2回
- 6人のアスリートが出場。
  - 麻木久仁子、春日俊彰（オードリー）、中田敦彦（オリエンタルラジオ）、三浦奈保子、本村健太郎、やくみつる、Zeebra
- まず予選3種目を行い、その合計ポイント上位2名で決勝「ブレインプッシュ」を戦う。

### ブレインステップ
- 1人ずつ挑戦。
- 左右それぞれ異なる形式の問題（計算問題、言葉の穴埋めなど）を、1問ずつ交互に答えていく。
- 1問正解する度に、10ポイントを獲得。解答席は反復横飛びの要領で、反対側へスライドしていく。
- 制限時間45秒。

### ブレインリズム
- 1対1の総当たり戦。
- 中央の旗を挟んで、お互いレーン端にある解答席に着席。リズムに合わせて交互に、指定された韻を踏む言葉を答える（広辞苑に掲載されている言葉に限る）。
- 言葉を挙げる度に、自分の席が中央に向かって1マス前進。先に9マス進んで、中央の旗を獲った方の勝利。勝者は140ポイント獲得、敗者は進んだマス数1マスにつき10ポイントを獲得。

### ブレインショット
- 1人ずつ挑戦。
- スタートと同時に、モニターに映し出された1文字で始まる言葉3個をできるだけ素早く答える。
- 3個答え切るまでのタイムが早かった順に、100ポイント、90ポイント、・・・を獲得。

### ブレインプッシュ
- 予選の上位2名による決勝戦。
- ステージの上に立って、交互に言葉を答え、中央にある5種類の仮名の文字ブロックを全て相手側に押し切る。
- 答えられる言葉は、文字ブロックの5文字と「ん」の6文字を用いた言葉のみ。使った文字数だけ、相手側にブロックを押し出すことができる。
  - 文字ブロックがあ行の5文字の場合、例えば「えいえん」だと、「い」ブロックが1マス、「え」ブロックが2マス、それぞれ前進（「え」が自分側に押し出されている場合、中央を越えて一気に相手側に押し出すことができる）。「ん」は何回使っても、ブロックの移動には影響を及ぼさない。
- 先に5種類のブロック全てを相手側の端まで押し切った方の勝利。

## レギュラー版
- 桝太一（日本テレビアナウンサー）がリーダーを務める「高学歴エリート軍団」とブラックマヨネーズがリーダーを務める「叩き上げ成功者軍団」の2チーム対抗戦。
  - 高学歴エリート軍団

桝太一（日本テレビアナウンサー）、アグネス・チャン、麻木久仁子、市川亀治郎、菊地幸夫、載寧龍二、三遊亭円楽、中田敦彦（オリエンタルラジオ）、馬場典子（日本テレビアナウンサー）、松尾依里佳、三浦奈保子、光浦靖子、南圭介、本村健太郎
  - 叩き上げ成功者軍団

ブラックマヨネーズ、NMB48（福本愛菜、山田菜々、山本彩、渡辺美優紀）、IMALU、佐田正樹（バッドボーイズ）、澤部佑（ハライチ）、Zeebra、杉本彩、鈴木勝大、ドン小西、西村賢太、はるな愛、福本伸行、三ツ矢雄二、緑川静香、茂出木浩司、桃華絵里、山田佳子

### ブレインハヤクチ
- 1人ずつ挑戦。
- 一・一・三・七拍子のリズムに合わせて、表示されているひらがなを間違えずに1拍（1文字）ずつ読み上げる。
- 3周24拍（文字）を全て正しく読み上げたら、ボーナスステージ（更に6周48拍を繰り返す。また1拍で2文字表示される拍子もある。）に挑戦できる。

### ブレインプッシュ
第2回と同様のルール。

### ブレインフラッグ
- 1対1の勝負。
- 中央の旗を挟んで、お互いレーン端にある解答席に着席。リズムに合わせて交互に、指定された韻を踏む言葉を答える（広辞苑に掲載されている言葉に限る）。
- 言葉を挙げる度に、自分の席が中央に向かって1マス前進。先に10マス進んで、中央の旗を獲った方の勝利。

### ブレインダブルス
- 2対2のしりとり対決。
- ペアの、席が前へせり出した側の解答者は、相手より早く直前に出た言葉にしりとりで繋がる言葉を口頭で答える。
  - 2回目以降は、答える文字数は4文字以上と制限された。また「○○の××」というように「の」で2つの単語を繋いでいる言葉を答えた、「ん」の付く言葉を答えた場合は仕切り直し。
- 相手よりも先に答えたら1点。15点先取で勝利。

### ブレインカンカク
- 1対1の勝負。
- 数値の比較や正しい画像を選ぶ問題など、感覚で答える2択問題が出題され、各々札を挙げて答える。
- 1問正解する度に、自分の席が1マス前進。相手より先に10マス前進（10問正解）してゴールラインを超えた方の勝利となる。

### ブレインチューチュー
- 2対2の勝負。
- 衝立から顔を出し、リズムに合わせて指示通りに顔を動かす。どちらかのチームが2人とも間違えた時点で決着。
- 指示は、チュー（口をすぼめてキス）・イー（歯を食いしばって見せる）・ワー（口を大きく開ける）・右ペコ（右側に舌を出す）・左ペコ（左側に舌を出す）・上見て（目だけ上方を見る）の6種類。

### ブレインツナヒキ
- 3対3の勝負。
- 世論調査に基づいたランキングから出題、ベスト10を当てる。
- 制限時間15秒以内に、1人1項目ずつ順番に解答。答えた項目がベスト10以内に入っていれば、自分のチーム側へ1マス分綱を引き込む。15秒が経過したら、相手チームに解答権が移動。
- 両チーム3回ずつ解答するかベスト10が全て出た時点で、次の問題に移る。
- 5マス分、自分のチーム側へ綱を引き込む事ができれば勝利。

## 放送時間
| 回数         | 放送日                      | 放送時間            |
| ------------ | --------------------------- | ------------------- |
| 第1回        | 2011年9月26日               | 24:28 - 24:59       |
| 第2回        | 2011年12月17日              | 13:30 - 14:25       |
| レギュラー版 | 2012年4月1日 - 2012年6月3日 | 日曜日16:55 - 17:25 |

## ネット局

### 第1回
| 放送対象地域   | 放送局                    | 系列                                           | 放送日時                    | 遅れ       |
| -------------- | ------------------------- | ---------------------------------------------- | --------------------------- | ---------- |
| 関東広域圏     | 日本テレビ（NTV）         | 日本テレビ系列                                 | 2011年9月26日 24:28 - 24:59 | 制作局     |
| 北海道         | 札幌テレビ（STV）         | 日本テレビ系列                                 | 2011年9月26日 24:28 - 24:59 | 同時ネット |
| 青森県         | 青森放送（RAB）           | 日本テレビ系列                                 | 2011年9月26日 24:28 - 24:59 | 同時ネット |
| 岩手県         | テレビ岩手（TVI）         | 日本テレビ系列                                 | 2011年9月26日 24:28 - 24:59 | 同時ネット |
| 宮城県         | ミヤギテレビ（MMT）       | 日本テレビ系列                                 | 2011年9月26日 24:28 - 24:59 | 同時ネット |
| 秋田県         | 秋田放送（ABS）           | 日本テレビ系列                                 | 2011年9月26日 24:28 - 24:59 | 同時ネット |
| 山形県         | 山形放送（YBC）           | 日本テレビ系列                                 | 2011年9月26日 24:28 - 24:59 | 同時ネット |
| 福島県         | 福島中央テレビ（FCT）     | 日本テレビ系列                                 | 2011年9月26日 24:28 - 24:59 | 同時ネット |
| 山梨県         | 山梨放送（YBS）           | 日本テレビ系列                                 | 2011年9月26日 24:28 - 24:59 | 同時ネット |
| 新潟県         | テレビ新潟（TeNY）        | 日本テレビ系列                                 | 2011年9月26日 24:28 - 24:59 | 同時ネット |
| 長野県         | テレビ信州（TSB）         | 日本テレビ系列                                 | 2011年9月26日 24:28 - 24:59 | 同時ネット |
| 静岡県         | 静岡第一テレビ（SDT）     | 日本テレビ系列                                 | 2011年9月26日 24:28 - 24:59 | 同時ネット |
| 富山県         | 北日本放送（KNB）         | 日本テレビ系列                                 | 2011年9月26日 24:28 - 24:59 | 同時ネット |
| 石川県         | テレビ金沢（KTK）         | 日本テレビ系列                                 | 2011年9月26日 24:28 - 24:59 | 同時ネット |
| 福井県         | 福井放送（FBC）           | 日本テレビ系列／テレビ朝日系列                 | 2011年9月26日 24:28 - 24:59 | 同時ネット |
| 中京広域圏     | 中京テレビ（CTV）         | 日本テレビ系列                                 | 2011年9月26日 24:28 - 24:59 | 同時ネット |
| 近畿広域圏     | 読売テレビ（ytv）         | 日本テレビ系列                                 | 2011年9月26日 24:28 - 24:59 | 同時ネット |
| 鳥取県・島根県 | 日本海テレビ（NKT）       | 日本テレビ系列                                 | 2011年9月26日 24:28 - 24:59 | 同時ネット |
| 広島県         | 広島テレビ（HTV）         | 日本テレビ系列                                 | 2011年9月26日 24:28 - 24:59 | 同時ネット |
| 山口県         | 山口放送（KRY）           | 日本テレビ系列                                 | 2011年9月26日 24:28 - 24:59 | 同時ネット |
| 徳島県         | 四国放送（JRT）           | 日本テレビ系列                                 | 2011年9月26日 24:28 - 24:59 | 同時ネット |
| 香川県・岡山県 | 西日本放送（RNC）         | 日本テレビ系列                                 | 2011年9月26日 24:28 - 24:59 | 同時ネット |
| 愛媛県         | 南海放送（RNB）           | 日本テレビ系列                                 | 2011年9月26日 24:28 - 24:59 | 同時ネット |
| 高知県         | 高知放送（RKC）           | 日本テレビ系列                                 | 2011年9月26日 24:28 - 24:59 | 同時ネット |
| 福岡県         | 福岡放送（FBS）           | 日本テレビ系列                                 | 2011年9月26日 24:28 - 24:59 | 同時ネット |
| 長崎県         | 長崎国際テレビ（NIB）     | 日本テレビ系列                                 | 2011年9月26日 24:28 - 24:59 | 同時ネット |
| 熊本県         | くまもと県民テレビ（KKT） | 日本テレビ系列                                 | 2011年9月26日 24:28 - 24:59 | 同時ネット |
| 大分県         | テレビ大分（TOS）         | 日本テレビ系列／フジテレビ系列                 | 2011年9月26日 24:28 - 24:59 | 同時ネット |
| 宮崎県         | テレビ宮崎（UMK）         | フジテレビ系列／日本テレビ系列／テレビ朝日系列 | 2011年9月26日 24:28 - 24:59 | 同時ネット |
| 鹿児島県       | 鹿児島読売テレビ（KYT）   | 日本テレビ系列                                 | 2011年9月26日 24:28 - 24:59 | 同時ネット |

### 第2回
日本テレビでのみ放送（関東ローカル）。

### レギュラー版
日本テレビでのみ放送（関東ローカル）。テレビ大分では、2012年5月20日の同時間帯に単発放送した事がある。
2013年4月28日から、札幌テレビでも日曜15:55 - 16:25に約1年遅れで放送される。

2013年10月13日から、西日本放送テレビでも8月25日日曜16:25 - 16:55、10月13日16:55-17:25に、11月9日から土日どちらかで、放送する。

2014年1月8日・3月4日は、24：54～25：24で、放送。2014年3月4日で、全放送終了。最終遅れ日数は、１年11ヶ月遅れでの放送。

## スタッフ

### レギュラー版
- 演出：小江翼
- 構成：上野耕平、日髙大介、小堀裕也、大野ケイスケ、大熊智
- ナレーション：あべこうじ、延友陽子・佐藤良子（日本テレビアナウンサー）
- TM：木村博靖
- 技術協力：NiTRO、ヌーベルバーグ
- 美術：松崎純一
- デザイン：本田恵子
- 美術協力：日本テレビアート
- 編成：高谷和男、池田潔美
- AP：川島道子
- ディレクター：川名良和、花岡圭一郎、田辺昌邦、遠山広、小早川憲一、櫛田健太郎、土屋正和、櫛山慶、藤井良記
- プロデューサー：國谷茉莉、藤井則子
- チーフプロデューサー：面高直子
- 制作協力：ZION、てっぱん
- 製作著作：日本テレビ

### パイロット版（2011年9月26日放送分）
- 演出：小江翼
- 構成：上野耕平、小堀裕也
- ナレーション：立木文彦、佐藤良子（日本テレビアナウンサー）
- TM：木村博靖
- SW：蔦佳樹
- CAM：大庭茂嗣
- MIX：今野健
- AUD：青山禎矢
- VE：塩原和盛
- LD：谷田部恵美
- 技術協力：NiTRO、ヌーベルバーグ
- 美術：松崎純一
- デザイン：本田恵子
- 美術協力：日本テレビアート
- 編集：川口達也（麻布プラザ）
- MA：熊井明子（麻布プラザ）
- 音効：北澤寛之
- デスク：高桑繭子
- TK：丸山茜
- 編成：高谷和男、中村圭吾
- 広報：永井晶子
- AP：工藤江美子、森川高行
- AD：星野晃
- ディレクター：川名良和、田辺昌邦、倉田敬之
- プロデューサー：國谷茉莉、藤井則子
- チーフプロデューサー：面高直子
- 制作協力：ZION
- 製作著作：日本テレビ